# Onosma intertextum
Onosma intertextum är en strävbladig växtart som beskrevs av Hub.-mor. Onosma intertextum ingår i släktet Onosma och familjen strävbladiga växter. Inga underarter finns listade i Catalogue of Life.